# Parahyparrhenia perennis
Parahyparrhenia perennis är en gräsart som beskrevs av Clayton. Parahyparrhenia perennis ingår i släktet Parahyparrhenia och familjen gräs. Inga underarter finns listade i Catalogue of Life.